# علي بن موسى الحرفوش
الأمير علي بن موسى الحرفوشي البعلبكي الخزاعي، من أمراء آل حرفوش الذين حكموا البقاع اللبناني منذ أوائل فترة الحكم العثماني، ويعتبر الأمير علي صاحب أول محاولة جدية لتأسيس نواة كيان سياسي يتمتع بقدر كبير من الإستقلالية يشبه ما حصل بعد ذلك بقرون في مصر إثر حركة محمد على باشا وما آلت إليه الولايات العثمانية في مراحل متأخرة، لو كتب لها النجاح لكانت غيرت كثيراً في تاريخ المنطقة.

## نبذة عنه
الأمير علي بن موسى الحرفوش(1537-1589م)

إن الوثائق العثمانية الرسمية تؤكد، من خلال ذكر بعض أخبار الأمير على والمراسلات المتعلقة به، أنه كان من أعظم أمراء بلاد الشام سلطاناً ونفوذاً في عصره، وربما في العصور العثمانية اللاحقة. وقد توصل إلى أن يفرض شروطاً على إسطمبول، لقاء قبوله بحكم مناطق واسعة لم يصل أي أمير محلي واحد لحكمها من بعده، وكان من شروطه على الباب العالي أن تتحول إقطاعته الواسعة إلى ما يشبه إدارة مستقلة تلحق رأساً بإسطمبول، ويكون هو بيكلربك على رأسها (وزير)  وأن يستثنى سكان إقطاعاته من الجندية. ولعل ما وصل إليه من قوة وصولة ونفوذ هي التي عجلت في نهايته على يد السلطان العثماني.

ومن الثابت أن آخر نائب مملوكي على بعلبك هو شيعي حرفوشي قتل في مقاومة الفاتح الجديد وأن حرفوشي آخر خَلَفه على حكمها رغم إرادة الباشا العثماني الذي عين في يوم الثلاثاء العاشر من ربيع الثاني سنة 927هـ - 1520م " الأمير محمد بن بيدمر التركي لنيابة بعلبك عوض ابن الحرفوش وأرسل معه عسكراً." بعد أن كان حرفوشي آخر قد أعلن العصيان على الحكومة العثمانية وشارك في تمرد جان بردي الغزالي فولاه على مدينة حمص بعد أن قتل الشوباصي الموكل بها وأبعد قاضيها الرومي.
إن المقرقع  وهو ذاهب إلى حماه قتل الشوباصي بمدينة حمص وجهز قاضيها الرومي إلى النائب وولاها للمقدم ابن الحرفوش. ثم ملك حماه من الأروام فهرب نائبها وقتل من جماعته نحو الخمسين.
 ويمكننا أن نستنتج من ترجمة الغزي لعلي بن موسى أن والده الأمير موسى كان أميراً على بعلبك قبل 1537م، وأن حكومتها متوارثة منذ مدة طويلة في هذه العائلة وإن محاولة جدية أخرى قامت بها سلطات دمشق لتغيير هذا الواقع في هذه السنة فعينت أبو علي ابن قنبر (الشهير بالأقرع) حاكماً على بعلبك فأدى هذا التدبير المتسرع إلى خراب المدينة ورحيل معظم أهلها وتعطل الأحكام الشرعية والحياة العادية فيها. فعتا ابن الأقرع وأتباعه وصادر الأموال والمحاصيل ليجمع الأموال التي التزم فيها للسلطنة.

كان علي بن موسى الحرفوشي أمين بعلبك وأمير لواء حمص، وأمير لواء تدمر، ويبدو ان كسروان والشوف كانت قد دخلت في إقطاعه فترة ما، وكذلك بيروت. كما تدل هوية المقاتلين الذين استعاد بهم حكم بعلبك من أحمد الأقرع، وكذلك الخلاف الناشب بينه وبين الأمير سيف الدين على بعض الأملاك في مدينة بيروت، هذا الخلاف الذي صدر فيه حكم سلطاني (مراد الثالث) إلى والي طرابلس بتاريخ 18 صفر 1002/ 13 تشرين الثاني 1593 والذي ورد فيه: 
| علي بن موسى الحرفوش | لقد أرسل وزيري إبراهيم باشا دام مجده، رسولا إلى سدة سعادتي. وقد أفاد أن الأمير علي بن الحرفوش قد اشترى سابقاً حماماً في مدينة بيروت بمبلغ 8500 قطعة ذهبية من الأمير سيف الدين، وقد أتم الثاني البيع وتسلم المبلغ بالكامل ...إلخ | علي بن موسى الحرفوش |

 أليس هذا الحكم هو الحجر الذي يفك هذا اللغز وهذا التاريخ المغيب، بالإضافة لما سيرد ذكره حول تحويل بيروت - صيدا إلى بيكليربيك.

## تَسلمْ الإمارة وأصبح أميراً قبل عائلة معن
لايوجد كلام أكثر عن مشاركة (علي) بن موسى الحرفوشي في حملة اليمن، حيث بعد بضعة سنوات عُين ابن حرفوش «سنجق بيك» في حمص وتدمر وليس في صيدا، هذه الحاكمية الرسمية منحت له سنة 1568 لكونه اختير ليقود فصيلاً مساعداً في هذه الحملة، أي عشرين سنة قبل ان تستلم عائلة معن لقب الامارة،
هذا بالإضافة إلى أن ســــجلات تعييـــــــــن التيمــــــــــار (روزنامجي) منذ عام 1555م تذكـــر أن الحرفوشيين كانوا اصحاب إقطاعات في بعلبك ووادي العجم والجولان السوري حالياً، وهذه الفترة تدخـل في فـترة حكمـه، 
كما ورد أيضا في وثائق دفتر المهمة 1546 - 1711 العثمانية بأنه أعطي لواء تدمر عندما كان أمين بعلبك التابعة لدمشق.

## مشروعهِ الإستقلالي الأول والأكبر
«و في سنة 1535م نقل إبراهيم باشا الفرنجي قائد الحملة العثمانية وصهر السلطان إدارة شؤون البلاد بكاملها إليه». 

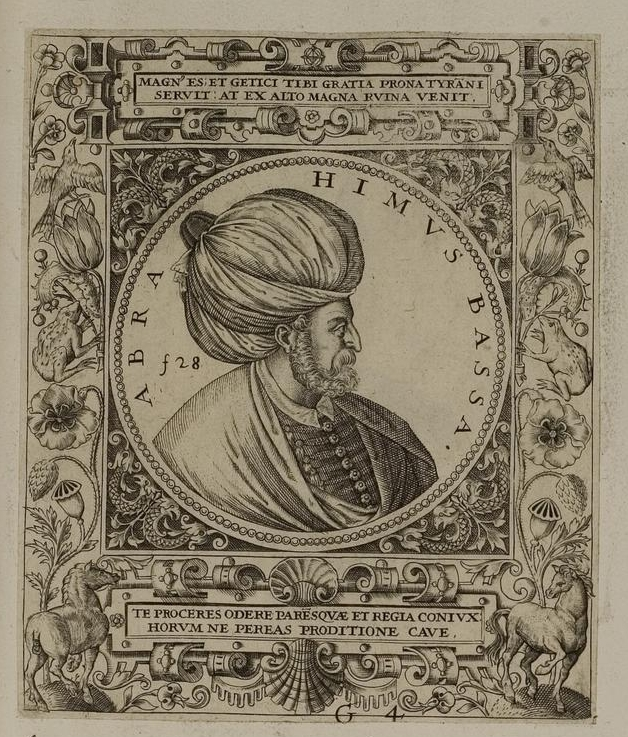
رسم الصدر الأعظم إبراهيم باشا الفرنجي

زار إسطمبول في العام نفسه ودخل مع سلطاتها في مفاوضات خطيرة وطويلة ترمي إلى تحقيق رغبة بإنشاء وحدة إدارية واسعة في بلاد الشام تتمتع بقدر من الاستقلال الذاتي في ظل سيادة الدولة وترتبط معها بمعاهدة تنص، كما يستفاد من الشروط التي وضعها الأمير للقبول بإدارة هذه الوحدة، أن تكون في حال إقرارها نواة لتأسيس أول كيان سياسي يشبه ما حصل بعد ذلك بقرون في مصر إثر حركة محمد على باشا وما آلت إليه الولايات العثمانية في مراحل متأخرة. إن بعض مراحل المفاوضات ومطالب. الأمير موثقة في أحكام سلطانية عثمانية تفصل ما يشترطه على سلطات إسطمبول للقبول بتحقيق هذا المشروع مقابل مبلغ محدد يدفعه للخزينة العامرة.
ترمي هذه المفاوضات، إضافة إلى ما بيده من البلاد أن يقبل بتلزيمه لمدة أربع سنوات، مقاطعات ابن معن في صيدا، والمقاطعات التابعة لها، ومقاطعات محمد بن شرف الدين، بما في ذلك القرى وحصن الأكراد، على أن يدفع ماية ألف فلوري بزيادة خمسة وعشرون ألفاً عن مبلغ التزامها المعتاد. لكنه اشترط لقبول ذلك ما يلي:
- تحويل الولاية المذكورة إلى«بيكلربيك».
- تخصيص علي بك (وهو اسمه في المراسلات الرسمية بالإضافة إلى لقب الإمارة) بمبلغ ثمانماية ألف أقجة من عوائد الضرائب.
- تحويل زعامت ابن معن وشرف الدين إلى خاصة تابعة له(زعامت أرض زراعية تقطع للمحاربين والمقصود هو إلحاق إقطاع ابن معن وابن شرف الدين بإدارته).
- عدم فصل المقاطعات المذكورة عن بعضها.
- تخصيص معاشات لمن يقوم هو بتعينهم.
- إعفاء الزعماء وأرباب التيمار من الحروب الهمايونية طالما استمروا في أداء واجباتهم المحلية.( يقصد فيها الإعفاء من الخدمة العسكرية أو الجندية ولم تخضع بلاد بعلبك وإقطاعات الحرافشة في يوم ما للقرعة العسكرية طالما بقيت تحت سلطتهم. وخرق هذا الامتياز كان أهم أسباب ثورتهم سنة 1850م.)

و ينتهي الأمر السلطاني الذي فصل كل هذه الأمور بالقول " إذا لم تقبل كافة هذه الشروط فإن علي بك لا يوافق على زيادة مبلغ الالتزام"

### تحويل صيدا - بيروت إلى بيكلربيك عام 1585
العثمانيين اهتمّـوا بتحويل سنجقيّة صيـدا ـ بيروت إلى بيكلربيك، تحت حكم علي الحرفوشي سنة 1585(وهي رتبة بدرجة وزير لم يحصل عليها لا قبله ولا بعده أي زعيم وطني)، وأنّـــــه ابتــداءً من السنة 1590 اتخـذ فخــرُ الدين المعني وابنُـــه علي، ولاحقاً كل ســنجقيّة صفـد ـ بيروت لعِـــدّة سنوات كسنجق بيك.

## لمحة من أعماله الخيرية
- قام علي بن موسى بترميم مقام النبي نوح عليه السلام وذلك سنة تسع وتسعين وتسعماية للهجرة ولقد نظم السيد عبد الكريم من أهل كرك نوح عليه السلام بعض الأبيات بهذه المناسبة نقشت على حجر وهذه هي الأبيات:

والحبيس المذكور في الأبيات كان منتزه في الفرزل، ونوح نسبة لقرية النبي نوح (كرك نوح) عليه السلام، وشيت نسبة لقرية النبي شيت عليه السلام، وكذلك أيْلا نسبة لقرية النبي أيلا عليه السلام، وكلهم من قرى البقاع.
- بنى قُــبّــة على قبر النبي أيلا في البقاع الأوســط سنة 1590/1591م، الذي كان يقدســـه الصوفية الشّـــــــاذلية ايضاً.[24]

## الدسيسة
" في يوم الجمعة في الثامن من شهر ذي القعدة سنة (998هـ -1589م) دخل الأمير علي بصحبة يانظ إبراهيم وجماعة من الينكرجية فاجتمع بمحمد باشا بن سنان باشا وكان يومئذ نائب الشام فأكرمه وهرع إليه الناس للسلام عليه ونزل في بيت يانظ إبراهيم، ثم قبض عليه بعد عشرة أيام وحبس وعرض الباشا فيه إلى أبيه وهو الوزير الأعظم وكان أبوه حين كان في الشام نائباً أراد القبض عليه فهرب منه، فلما علم بإمساكه أنهى إلى حضرة السلطان أنه من العصاة فأمر بقتله فضربت عنقه داخل قلعة دمشق بعد صلاة العشاء ليلة السبت في ثاني عشر من شهر محرح سنة (999هـ -1590م) وأرسل رأسه إلى التخت السلطاني ودفن جسده في مقبرة الفراديس بدمشق وقد تم قتله بدسيسة الأمير فخر الدين المعني" و بالتالي يصبح أول أمير لبناني تقطع رأسه وترسل إلى السلطان.

### وفاته
امتد حكم هذا الأمير، حتى مقتله عام (1589م)، أكثر من نصف قرن، وهو يقاوم دسائس ولاة الشام وحكام الشوف حتى قبض عليه على باشا بن علوان والي الشام، وساقه مع الأمير منصور بن فريخ وقانصوه الغزاوي إلى إسطمبول (1585م). ولكن السلطان مراد أطلقهم أحراراً وعادوا إلى بلادهم أمراء. كما فشل والي الشام الجديد سنان باشا (1586م) في القضاء عليه قبل أن يصبح صدراً أعظم ويخلفه في ولاية دمشق إبنه محمد باشا. فتعاون الأب والابن على الإيقاع به.